# Hällören, Jakobstad
Hällören är en halvö i Finland.   Den ligger i landskapet Österbotten, i den centrala delen av landet, 400 km norr om huvudstaden Helsingfors.